# Прототип
Прототип (од грчких речи protos /прва/, typos /ознака/; множина прототипови, погрешно прототипи) прва слика, праузрок, образац, узор, први снимак, први примерак, први отисак.
У новије време то је појам за први примерак: слике, фигуре, неког предмета или уређаја који ће после тога ући у серијску или масовну производњу. Обично се прототип ради ручно а после тога се врше проба, мерења, испитивања и дораде па се тек онда започиње са производњом.
Прототипу претходе:
- макета - нпр у електроници то су електронске компоненте повезане жицама да се провере електричне карактеристике будућег производа
- модел - нпр у електроници то је ручно рађена штампана плоча са монтираним елементима .. поред електричних карактеристика сада су дефинисане димензије, распоред сигнала на конекторима, потрошња а могу се вршити и сложенија мерења нпр. на повишеним и сниженим температурама

После прототипа следи:
- индустријски прототип - у потпуности иако рађен ручно има све карактеристике готовог производа
- "Нулта серија" је мала серија која служи за проверу машина и алата за за увођење производа у серијску производњу
- Прва серија
- Друга серија..